# Granobunus
Granobunus is een geslacht van hooiwagens uit de familie Assamiidae.
De wetenschappelijke naam Granobunus is voor het eerst geldig gepubliceerd door Roewer in 1912. 

## Soorten
Granobunus is monotypisch en omvat slechts de volgende soort:
- Granobunus ferruguineus